# Natalia Partyka
Natalia Dorota Partyka est une pongiste polonaise, née le 27 juin 1989 à Gdańsk.

## Biographie
Née sans avant-bras droit, Natalia Partyka participe aussi bien aux compétitions pour valides que pour handicapés. Elle a remporté sa première médaille internationale lors des championnats du monde handisport. Après avoir participé aux Jeux paralympiques d'été de 2000, elle a remporté la médaille d'or en simple et la médaille d'argent par équipe aux Jeux paralympiques de 2004. Elle a réédité cette performance en remportant à  nouveau la médaille d'or en simple et la médaille d'argent par équipe lors des Jeux paralympiques de 2008. Cette année-là, elle a été une des deux seules athlètes (avec la nageuse sud-africaine Natalie du Toit) à participer à la fois aux Jeux olympiques et aux Jeux paralympiques.
Son meilleur classement au niveau mondial chez les valides a été une 48e place en 2010.
En 2012, elle est à nouveau l'une des seules athlètes (avec le sprinteur sud-africain Oscar Pistorius) à participer à la fois aux Jeux olympiques et paralympiques. Aux Jeux olympiques, elle atteint le troisième tour dans l'épreuve du simple femmes, avant de s'incliner face à la Néerlandaise Li Jie.

## Palmarès

### Jeux paralympiques
- 2024 à Paris,  France
  -  Médaille d'argent en simple dame classe 10
- 2012 à Londres,  Royaume-Uni
  -  Médaille d'or en simple dame
  -  Médaille de bronze par équipe
- 2008 à Pékin,  Chine
  -  Médaille d'or en simple dame
  -  Médaille d'argent par équipe
- 2004 à Athènes,  Grèce
  -  Médaille d'or en simple dame
  -  Médaille d'argent par équipe

### Jeux olympiques
- 2008 à Pékin,  Chine
  - 9e place en double féminin
- 2012 à Londres,  Royaume-Uni
  - 17e en simple féminin (éliminée au 3e tour)
  - 9e par équipes femmes (éliminée au 1er tour)

### Championnats d'Europe
- 2010 à Ostrava  République tchèque
  -  Médaille de bronze par équipe
- 2009 à Stuttgart  Allemagne
  -  Médaille d'argent par équipe
- 2008 à Saint-Pétersbourg  Russie
  -  Médaille de bronze en double féminin

### Jeux européens
- 2019 à Minsk  Biélorussie
  -  Médaille de bronze par équipe